# Сплюшка могелійська
Сплюшка могелійська (Otus moheliensis) — вид совоподібних птахів родини совових (Strigidae). Ендемік Коморських Островів.

## Опис
Довжина птаха становить 20-22 см, самці важать 95 г, самиці 116 г. Довжина хвоста становить 82-84 мм, довжина дзьоба 22,4-25,6 мм, довжина цівки 29-37 мм. Забарвлення існує в темно-коричневій і рудувато-коричневій морфах, представники першої морфи більш поцятковані темними смужками. На голові короткі, малопомітні пір'яні "вуха". Райдужки жовті, дзьоб роговий, лапи сірі.

## Поширення і екологія
Могелійські сплюшки є ендеміками острова Мохелі в архіпелазі Коморських островів. Вони живуть в вологих тропічних лісах, на висоті до 790 м над рівнем моря. Живляться комахами.

## Збереження
МСОП класифікує цей вид як такий, що перебуває під загрозою зникнення. За оцінками дослідників, популяція могелійських сплюшок становить більше 260 птахів, однак, можливо, цей вид є більш поширеним, ніж раніше вважалося. Могелійським сплюшкам загрожує знищення природного середовища.